# Мирослава Българска
Мирослава е българска княгиня. 

## Произход
Тя е дъщеря на цар Самуил и царица Агата. Сестра е на цар Гаврил Радомир и на княгините Теодора Косара и Катун Анастасия и е братовчедка на българския владетел Иоан Владислав.

## Биография
Омъжена е за Ашот Таронит – арменец, византийски благородник от династията Багратуни, пленен от българите в битката при Солун през 996 г., син на дука Григорий Таронит – управител на Солун. Според Йоан Скилица Мирослава се влюбва в пленника и заплашва баща си, че ще се самоубие, ако не стане законна съпруга на Ашот. По всичко изглежда, че Самуил не посмява да се противопостави на дъщеря си и изпълнява желанието ѝ. След като сватбата на Ашот и Мирослава е отпразнувана, Самуил изпраща младоженците в Драч и поверява на зет си защитата на Драчката област.
Към 1005 г. Мирослава и Ашот, манипулирани от местните гърци, извършват измяна – бягат на един от византийските кораби, които по това време обсаждат Драч, и след като пристигат в Константинопол, уведомяват император Василий II Българоубиец за начина, по-който Драч би могъл да бъде завоюван и да му бъде предаден най-лесно. В отплата за предателството императорът удостоява Ашот с титлата „магистър“, а Мирослава получила званието „патриция зости“ („първа придворна дама“) със съответните регалии – бял хитон и червен пояс (само императора и близки представители на семейството муносят червен цвят; патриция зости влиза в челната десетка на най-видните личности, редом с императора, патрирарха, великия логотет и кастрофилакта на Солун). Освен това ѝ е представен съответният антураж. Този ранг със съответните му регалии дълго време се е давал само на жени от императорското семейство или близки до него – сестри, братовчедки, снахи, племенници. Измяната на Мирослава и Ашот се оценява като тежък удар за политиката на цар Самуил, тъй като осигурява ценно стратегическо предимство на византийците във войната им срещу България.